# Franco Buscaglia
Franco Buscaglia (Alsina, Argentina, 30 de enero de 1993) es un futbolista argentino. Su posición es la de defensor, y actualmente se encuentra en el Club Villa Dálmine.

## Trayectoria
Se inició en Sportivo Baradero, luego seguiría su carrera en el Club Villa Dálmine de Campana, club en el que se encuentra jugando hasta la actualidad.

## Clubes
| Club          | País      | Año             |
| ------------- | --------- | --------------- |
| Villa Dálmine | Argentina | 2014 - 2015     |
| Puerto Nuevo  | Argentina | 2016 - Presente |

- Datos: Q18719652